# Jos Aartsen
Jos Aartsen (1954) was sinds 1 juli 2012 tot 1 november 2019 de voorzitter van de Raad van Bestuur van het UMCG. Hij volgde Bert Bruggeman op die van 1 juli 2006 tot 1 juli 2012 voorzitter was. Op 1 februari 2019 werd bekend dat hij voornemens was om in het vierde kwartaal van 2019 te stoppen met zijn functies binnen het UMCG.
Hij maakte sinds mei 2008 deel uit van de Raad van Bestuur van het UMCG. Hij hield zich onder andere bezig met de financiën, de acute zorg, de relatie met de zorgverzekeraars en ministeries, en de samenwerking met de regio.
Aartsen studeerde rechten en heeft een lange loopbaan in de gezondheidszorg. Zo was hij hoofd beleidssector Curatieve Zorg bij de Ziekenfondsraad. Als directeur Beleidsstaf van het UMCG was Aartsen onder andere nauw betrokken bij de fusie met Beatrixoord, de overname van Ambulancezorg en de totstandkoming van de huidige missie en visie van het UMCG. Ook heeft hij samen met inhoudelijk betrokkenen met succes diverse zaken in Den Haag bepleit, zoals de vergunning voor minimaal invasieve hartklepoperaties en de terugkeer van de opleiding orthodontie.
In 2017 was hij de best verdienende bestuurder in de zorg van Nederland. Aartsen verdiende 310 duizend euro, dat is  ruim boven de normering van topinkomens, maar hij mocht gebruik maken van een overgangsregeling. De afgelopen jaren werd er toch meer betaald dan de overgangsregeling. Uit stukken blijkt dat Aartsen tussen 2013 en 2016 ruim 103.000 euro meer opstreek dan is toegestaan. In 2017 ging het om ruim 12.000 euro. In 2018 ontving de zorgbestuurder ruim 9000 euro te veel. Het totaal: bijna 124.000 euro en dat wordt teruggevorderd.

## Voormalige functies[6]

### Organisaties (onderdeel van de UMCG groep)
- Voorzitter Raad van bestuur UMCG
- Voorzitter Kunstgenootschap UMCG

### Organisaties (geen onderdeel van de UMCG groep)
- Voorzitter Raad van Commissarissen Vektis (Zeist)
- Lid bestuur Nederlandse Federatie van UMC’s (NFU)
- Lid Stuurgroep Akkoord van Groningen
- Lid LNAZ (Landelijk Netwerk Acute Zorg)
- Lid Noordelijke Innovation Board
- Lid bestuur Stichting Ondersteuning Marrons Suriname (SOMS)
- Lid externe evaluatiecommissie programma DoelmatigheidsOnderzoek (ZonMw)